# Термодиффузия
Термодиффузия (термофорез, эффект Людвига — Соре) —  термодинамический эффект, заключающийся в появлении в смеси вследствие разности температур градиента концентрации компонентов. Эффект назван в честь немецкого физиолога Карла Людвига (1856) и швейцарского физика и химика Шарля Соре (1879), которые описали это явление. В большинстве случаев движение происходит от горячего к холодному, но в зависимости от природы частиц и жидкости возможно движение к более горячей области. Данный эффект обратен эффекту Дюфура.
Для случая, когда смесь состоит из двух компонентов, внешние силы равны нулю и давление одинаково во всех точках смеси, имеет место уравнение:
{\displaystyle D_{12}\nabla c_{1}+D_{12}^{'}c_{1}(1-c_{1})\nabla T=0.}
Здесь {\displaystyle c_{1}} — концентрация одной из компонент смеси, {\displaystyle T} — температура, {\displaystyle D_{12}} - коэффициент обычной диффузии,
{\displaystyle D_{12}^{'}} — коэффициент термодиффузии. Отношение коэффициента термодиффузии к коэффициенту обычной диффузии 
{\displaystyle s_{T}={\frac {D_{12}^{'}}{D_{12}}}=-{\frac {\nabla c_{1}}{\nabla T}}{\frac {1}{c_{1}(1-c_{1})}}}
называется коэффициентом Соре.